# 김태우 (1989년)
김태우(金泰遇, 1989년 7월 23일 ~ )는 전 KBO 리그 NC 다이노스의 포수이다.

## 아마추어 시절
이수초등학교, 성남중학교를 거쳐 성남고등학교에 진학하였다. 고등학교 3학년이던 2007년에 진야곱과 배터리를 이루어 대붕기 전국고교야구대회 우승에 일조하였다. 하지만 고등학교 졸업 당시에는 프로 지명을 받지 못하였고 단국대학교에 진학했다. 진학하여 실력을 성장하여 4학년이 되었을 때에는 대학야구 최정상급 포수로 인정받았다. 그 결과 2012년 신인 드래프트를 통해 NC 다이노스에 특별 지명(전체지명 19위)되었다.

## NC 다이노스시절
입단 후, 애리조나 캠프에 참가하면서 수비에서 안정감을 보이면서 2012년 4월 14일 NC 다이노스의 첫 퓨처스리그 경기에 선발 출장했다. 이 경기에서 도루를 4개나 저지하면서 견실한 수비능력을 보여줬다.

## 경찰 야구단시절
2014년 12월부터 경찰 야구단에 합격하여 병역을 이행하게 되었다.

## NC 다이노스복귀
2016년에 복귀하였다.

## 출신 학교
- 서울이수초등학교
- 성남중학교
- 성남고등학교
- 단국대학교

## 통산 기록
| 연도 | 팀명  | 타율  | 경기 | 타수 | 득점 | 안타 | 2루타 | 3루타 | 홈런 | 루타 | 타점 | 도루 | 도실 | 볼넷 | 사구 | 삼진 | 병살 | 실책 |
| ---- | ----- | ----- | ---- | ---- | ---- | ---- | ----- | ----- | ---- | ---- | ---- | ---- | ---- | ---- | ---- | ---- | ---- | ---- |
| 2013 | NC    | 0.000 | 7    | 13   | 1    | 0    | 0     | 0     | 0    | 0    | 0    | 0    | 0    | 1    | 0    | 5    | 0    | 0    |
| 2014 | NC    | 0.200 | 5    | 5    | 0    | 1    | 1     | 0     | 0    | 2    | 0    | 0    | 0    | 0    | 0    | 3    | 0    | 0    |
| 2017 | NC    | 0.429 | 3    | 7    | 0    | 3    | 0     | 0     | 0    | 3    | 2    | 0    | 0    | 0    | 0    | 0    | 1    | 2    |
| 통산 | 3시즌 | 0.160 | 15   | 25   | 1    | 4    | 1     | 0     | 0    | 5    | 2    | 0    | 0    | 1    | 0    | 8    | 1    | 2    |